# Бартоло да Сассоферрато
Бартоло да Сассоферрато (итал. Bartolo da Sassoferrato), на латыни Бартолус (лат. Bartolus;  Bartolus de Saxoferrato; 1313/1314-1357), итальянский юрист; глава целой школы толкователей римского права («бартолисты» или постглоссаторы, консилиаторы). Автор «Комментария к Кодификации Юстиниана» (Corpus iuris civilis), а также трактата «О знаках и гербах». Его имя было нарицательным для обозначения учёного законника.

## Биография
Бартоло родился в 1313 или 1314 году в местечке Венатура, неподалёку от Сассоферрато в Анконской марке. На юриста обучался в Перудже и Болонье. К середине 1330-х годов получил степень доктора права и изучил юридическую практику в городах Пизе и Болонье. Трения с болонцами в связи с судебными решениями Бартоло заставили его переехать в Пизу и заняться изучением и преподаванием права. Авторитет вырос, и слава Бартоло привлекала множество слушателей. В 1351 году его приглашают в Перуджу. В средневековье труды Бартоло, особенно «Комментарии к Кодификации Юстиниана», пользовались известностью по всей Европе, главным образом в Испании и Португалии. В Португалии даже был произведён перевод его «Комментариев» на португальский язык. В своих многочисленных трудах Бартоло коснулся практически всех сторон жизни общества, подлежащих правовому регулированию.
В 1356 году Бартоло был направлен к императору Карлу IV ходатайствовать о привилегиях для Перуджи, вероятно приняв участие в подготовке «Золотой буллы». Предположительно за эту работу, он и был пожалован гербом: двухвостый алый лев в золотом поле. По возвращении в Перуджу, Бартоло умер, незадолго до смерти написав трактат «О знаках и гербах». Трактат был обнародован его зятем и в XIV—XV веках пользовался огромной популярностью.
Также автор «De regimine civitatis», написанного вскоре после 1355 года.

## Бартоло в геральдике
Трактат Бартоло является ценным трудом, который описывает основные принципы европейской средневековой геральдики, имеющие свой порядок:
- Знаки (insignia) пожалованные по достоинству либо по должности, носит тот, кто обладает этим достоинством или должностью; прочие же нет. Единственные в своем роде знаки достоинства, скажем, короля, никто не может ни носить, ни заставлять изображать их фигуры как главные, но только как дополнительные. Пожалованными гербами (аrmа) и знаками пользуются только те, кому они были пожалованы. Предпочтение отдаётся пожалованному гербу, так как он не может быть кем-либо запрещен.
- Каждый может свободно взять себе гербы и знаки, носить их и изображать на собственных вещах. Если кто, взяв герб или знаки другого, которые тот носит издревле, не причинит этим ущерба, вреда или бесчестья, то пусть возьмет и носит. Мастерам, нотариусам и прочим запрещено использовать чужие знаки, клейма и печати.
- Гербы или знаки дома переходят на всех потомков этого рода по мужской линии. Бастарды (незаконнорождённые) не пользуются гербами по праву, хотя этого принципа не придерживаются.
- Корпоративные знаки (signum) при расформировании сообщества остаются у бывшего главы или передаются по жребию, если же это промышленное производство, то знаки переходят новому хозяину
- Если животные, которых носят на гербах, изображаются на знаменах (vexillum) они должны быть обращены к древку, и наоборот, если изображается часть животного, правая нога всегда должна быть впереди. Животное, нарисованное на занавеси труб, не должно быть обращено к трубе. Животные должны изображаться в их наиболее благородных позах и так, чтобы они лучше всего выказывали свою силу: лев, медведь и им подобные должны быть изображены стоящими прямо, с оскаленной пастью и когтистыми лапами; конь должен изображаться поднятым, как бы скачущим; агнец должен изображаться спокойно идущим по земле.
- Место на гербе впереди и вверху более благородно, чем следующее за ним и внизу. Более благородный цвет должен располагаться ближе к древку. Золотой цвет благороднее прочих, и им изображается солнце и свет. Красный цвет и пурпурный цвет обозначает огонь; также благороден. Следом идут голубой, белый и чёрный цвета.
- Буквы и гербы на печатях (in sigillis) вырезаются перевернутыми.